# Matanjato
Matanjato es una localidad peruana ubicada en el distrito de Gorgor, perteneciente a la provincia de Cajatambo del departamento de Lima, al centro oeste del Perú. 

## Ubicación
Matanjato se ubica al sureste de la provincia de Cajatambo, en el distrito de Gorgor, en el departamento de Lima.

## Demografía
En 2017 Matanjato tenía una población de 6 habitantes y 1 vivienda.